# Moss (Yorkshire du Sud)
Pour les articles homonymes, voir Moss.
Moss est un village et une paroisse civile du Yorkshire du Sud, en Angleterre.